# Euphorbia handiensis
Euphorbia handiensis är en törelväxtart som beskrevs av Burchard. Euphorbia handiensis ingår i släktet törlar, och familjen törelväxter. IUCN kategoriserar arten globalt som sårbar. Inga underarter finns listade i Catalogue of Life.

## Bildgalleri

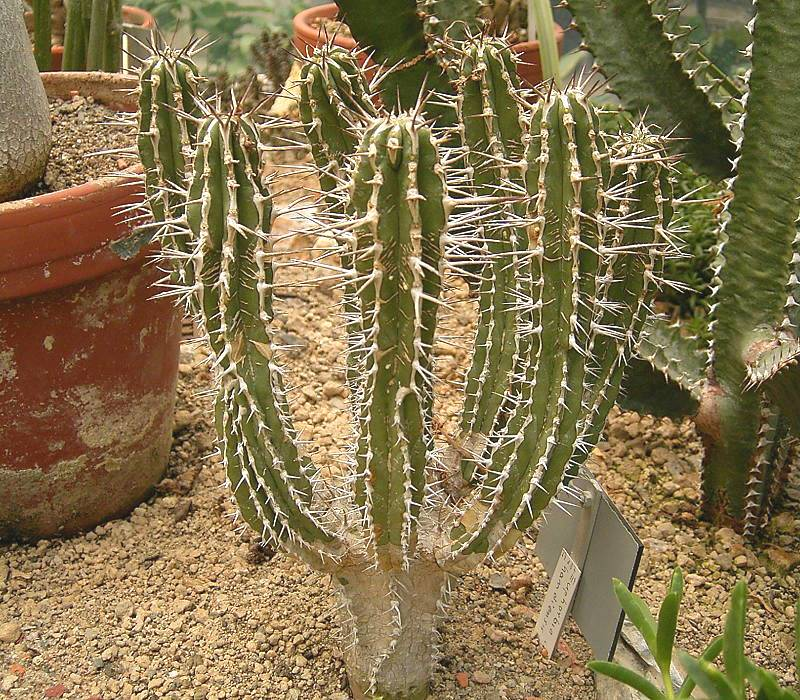
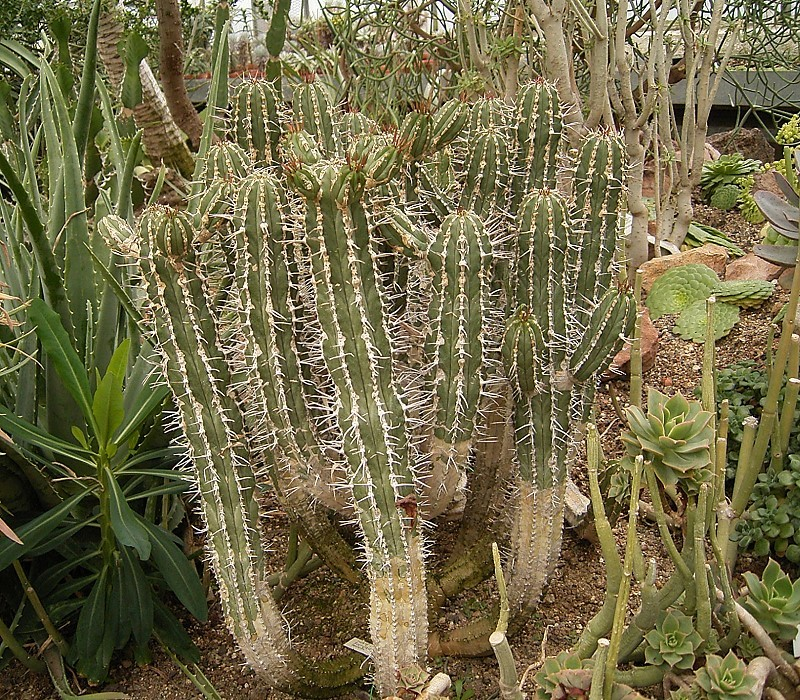
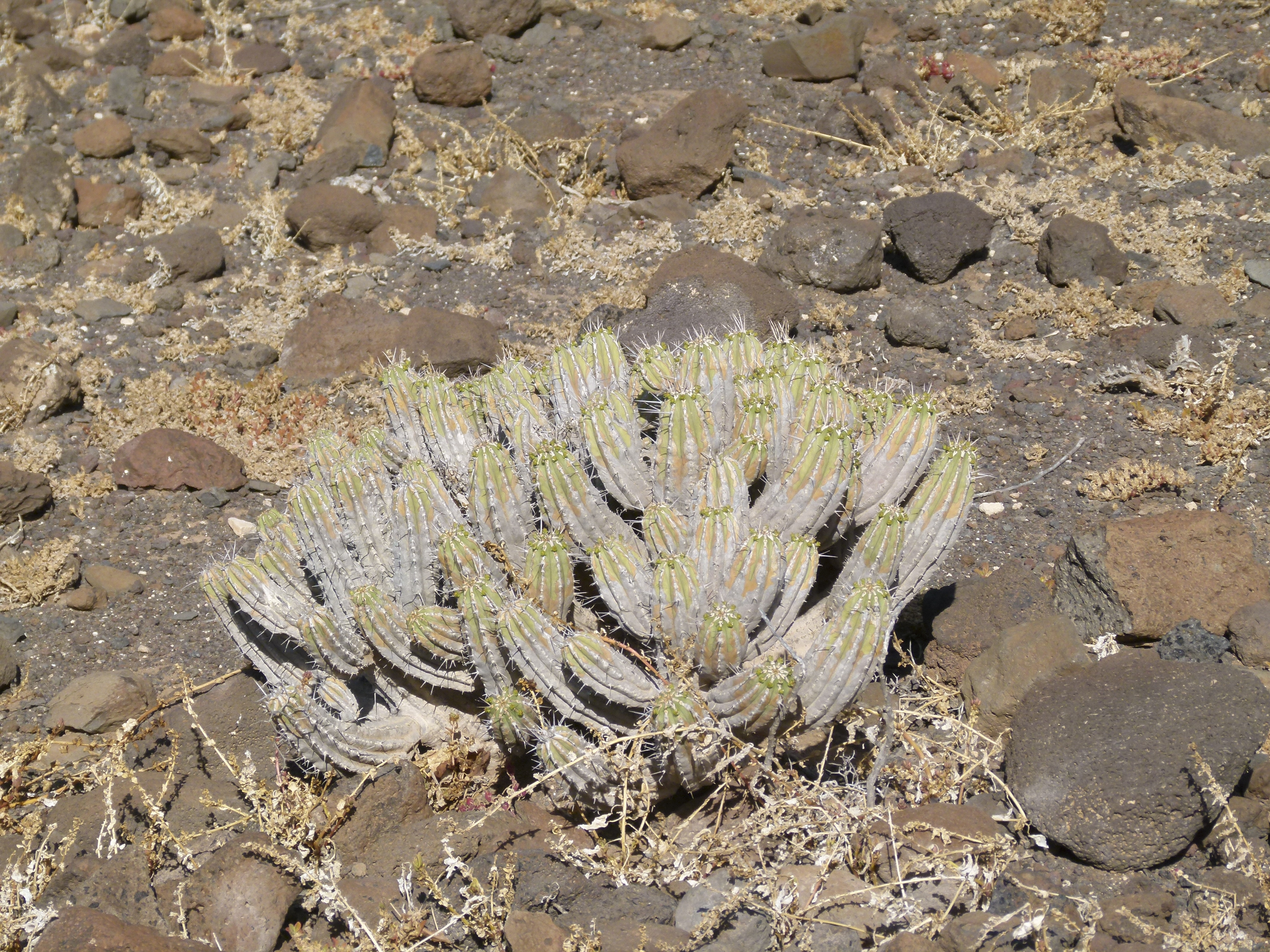
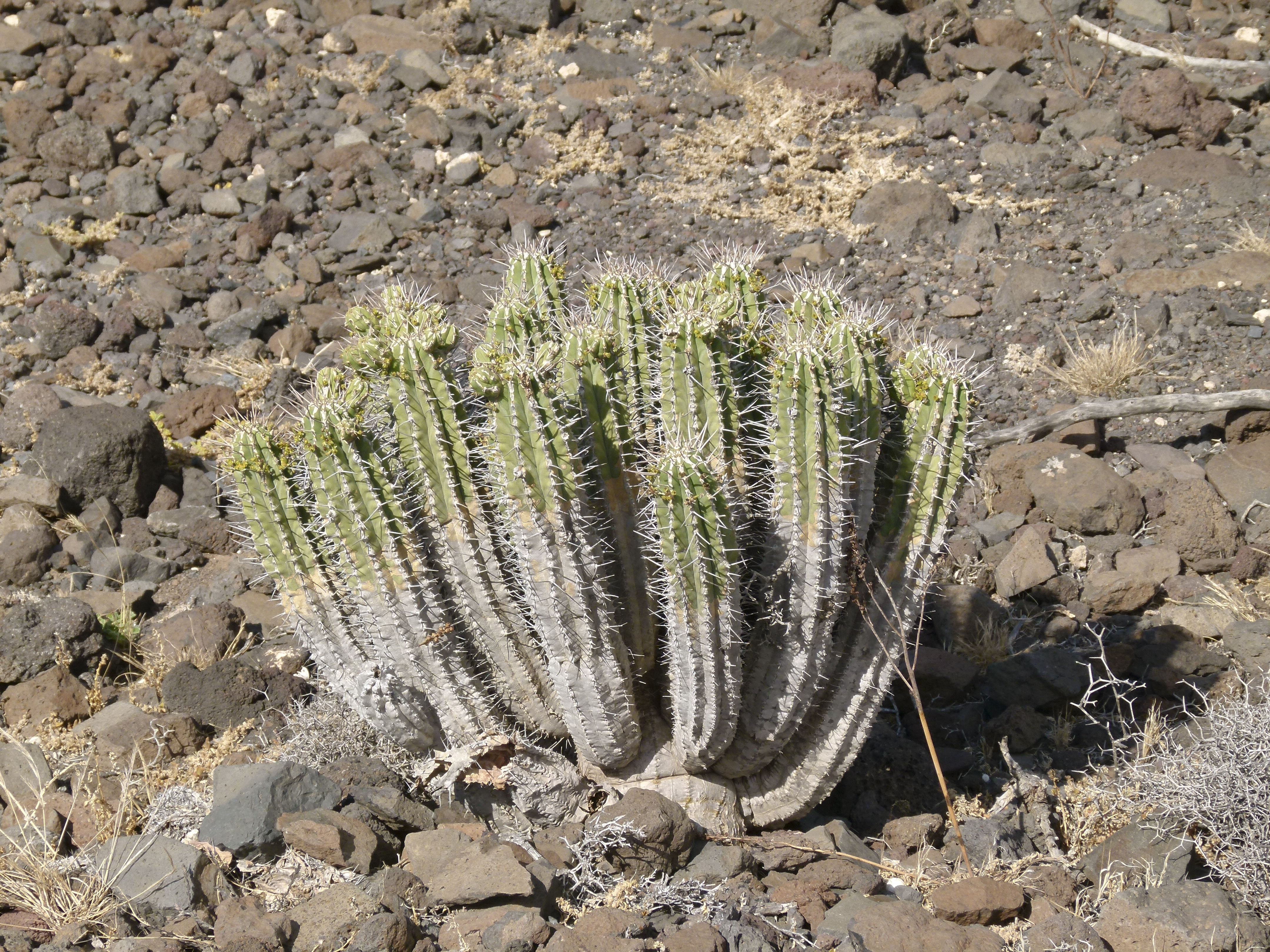